# Oskariansk

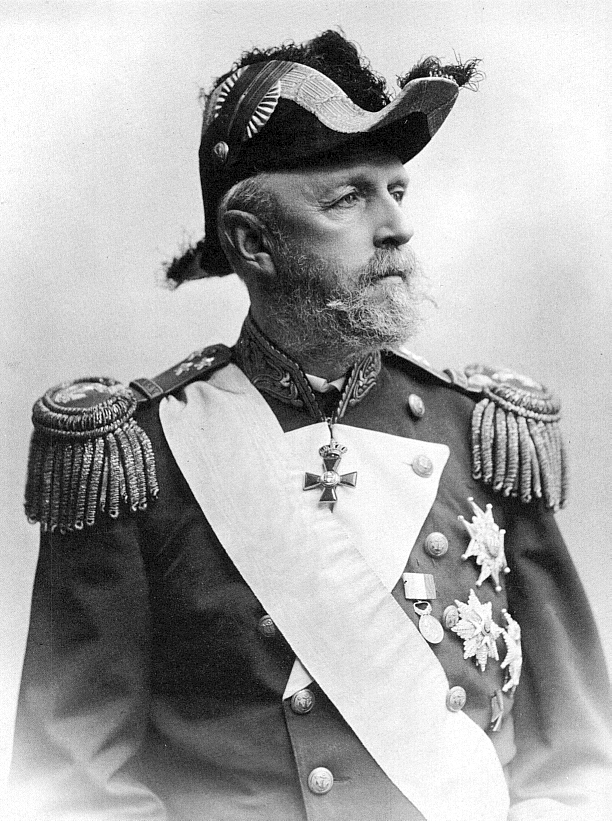
Oscar II, kung av Sverige och Norge

Den oskarianska eran var en historisk epok i Skandinavien, då Oscar II var kung av Sverige (1872–1907) och Norge (1872-1906, se Svensk-norska unionen). 
Den oskarianska eran överlappade delvis med den viktorianska eran, då Viktoria var drottning av Storbritannien (1837–1901), och perioden La belle époque i Frankrike (1871-1914).
Under den oskarianska eran gick Sverige igenom en omfattande industrialisering, med hög ekonomisk tillväxt. Landet hade dock även stora välståndsskillnader och utbredd fattigdom, vilket bidrog till stor utvandring till bland annat USA.

## Oskariansk moral
Trots att Oscar II:s politiska inflytande var reducerat genom motståndet från riksdagens andra kammare utövade han ett kulturellt inflytande över Sverige. Genom sin uppfostran hade han tagit del av en konservativ världsbild som byggde på monarkens överhöghet och vördnaden för denne (bland annat genom sina lärare Christopher Jacob Boström och Fredrik Ferdinand Carlson).
I likhet med den viktorianska kulturen präglades den oskarianska av en tydlig dubbelmoral som visade sig i skillnaden mellan det privata och det offentliga.
Oscar II var en varm förespråkare av sedlighet och god moral i offentligheten samtidigt som han privat höll sig med älskarinnor och fick flera utomäktenskapliga barn.
I det offentliga samlade kungen kvinnor till litterära samtal och höll egna religiösa och filosofiska utläggningar, men i det privata åkte han ut med seglarkamrater på västkusten och iakttog badande kvinnor med kikare. Han var också ägare till en av Sveriges då största samlingar av pornografi.